# Thermacarus
Thermacarus (лат.) — род тромбидиформных водяных клещей, единственный в составе семейства Thermacaridae из надсемейства Hydryphantoidea (Parasitengona, Prostigmata). Известны только из горячих источников.

## Описание
Мелкие клещи (2—4 мм) овальной формы, дорсовентрально сплющенные. Дорсальный и вентральный щиты присутствуют; кокса Cx-I с парными рядами длинных волосков, идущих от кончика к основанию; генитальное поле с ацетабулами на каждой стороне в двух группах, в линию на полосовидном склерите, фланкирующем гонопору, и, более многочисленные, в удлиненном пятне на заднелатеральной части генитальной створки; известны только из горячих источников. Полный дорсальный и вентральный щит; многочисленные Ac после генитальных клапанов, от шести до одиннадцати пар Ac между генитальными клапанами и гонопором, генитальные клапаны с многочисленными длинными волосками; многочисленные волоски после камеростома на медиально сросшихся Cx-I; P2 медиально-дистально с двумя длинными, дву- или трехгранными волосками. Гнатосома с дорсодистальным голенным «когтем», выходящим далеко за пределы основания тарзуса; голени длиннее genua. Хелицеры 2-сегментные.
Род Thermacarus включает несколько крупных, сильно склеротизированных видов, обитающих в горячих источниках в центральной Евразии, западной части Северной Америки и южной части Южной Америки. Взрослые особи этого рода нетипичны для гидрифантоидных клещей, поскольку демонстрируют поразительный половой диморфизм, как показано для T. nevadensis Marshall. Дейтонимфы T. nevadensis в процессе развития вырастают до пятикратного первоначального размера, при этом происходит дифференциальное расширение дорсальных и вентральных щитков, что приводит к существенной реорганизации мускулатуры тела. Личинки южноамериканского вида T. andinus Martin и Schwoerbel очень необычны тем, что паразитируют на одном из видов жаб, Bufo spinulosus. Хозяева личинок других видов Thermacarus неизвестны, возможно, потому, что амфибии, размножающиеся в местах обитания горячих источников, не рассматривались в качестве вероятных кандидатов.
В 1927 году советский зоолог Иван Соколов обнаружил первый вид, Thermacarus thermobius Sokolow, 1927, обитающим в 45 °C среде горячих источников около озера Байкал (в 4 км к северу от озера; в пределах 51°N — 55°N, Сибирь). Годом позже T. nevadensis Marshall, 1928 был описан по серии образцов, собранных из двух горячих источников в Неваде: Valley Hot Springs около Миндена, Дуглас Ко. (около 39° с. ш.) и около Deeth, Элко Ко. (около 41° с. ш.) (Marshall 1928), хотя впоследствии был найден в горячих источниках по всему северо-западу США. Второй, гораздо более мелкий североамериканский вид, T. minuta Mitchell, 1963 из горячих источников в Лун-Крик, штат Айдахо, был описан Митчеллом (1963). Хотя T. nevadensis был найден из Чили (Schwoerbel 1987), этот материал был позже описан как четвертый вид из горячих источников в Южном полушарии (Чили, Боливия), T. andinus Martin and Schwoerbel, 2002.

## Систематика
Включает 4 вида. Род был впервые описан в 1927 году и тогда же выделен в отдельное семейство Thermacaridae.
- Thermacarus andinus Martin & Schwoerbel, 2002 (Боливия, Чили)[9]
- Thermacarus minuta Mitchell, 1963[10]
- Thermacarus nevadensis Marshall, 1928 (Канада и США)[11][12][13][14][15]
- Thermacarus thermobius Sokolow, 1927 (около озера Байкал, Россия)[8][4]

## Распространение
Голарктика, Неотропика.